# La gota fría
«La gota fría» es un vallenato compuesto por Emiliano Zuleta Baquero en 1938 tras una controversia con el músico Lorenzo Morales, que se ha convertido en la insignia mundial de este género musical oriundo del Caribe colombiano.
La canción es epítome de la piquería, que en el vallenato es un duelo o pique entre dos o más verseadores, usualmente realizado en medio de una parranda vallenata o fiesta en el contexto de folclor vallenato.

## Origen
La canción surgió de una controversia y rivalidad entre el máximo representante del vallenato en el departamento de La Guajira, Zuleta Baquero, y su émulo en el departamento del Cesar, Lorenzo Morales, ya que ambos sentían celos del otro y competían por ser considerados como el mejor acordeonero, pero además en composición y canto.
Zuleta y Morales se conocieron en la población de Guacoche, cuando Zuleta viajaba de La Guajira hacia Valledupar. Estando en Guacoche, Zuleta vio a Morales interpretando el acordeón y pidió que se lo prestara para demostrar su destreza. Tras interpretar varias canciones e impresionar a los asistentes, Morales se sintió disminuido por el talento de Zuleta y le arrebató el instrumento musical, lo que Zuleta interpretó como un "rechazo". Zuleta regresó a Valledupar y compró un acordeón para regresar a Guacoche y seguir de parranda con sus amigos y retar con su presencia a Morales, pero este había partido a la población vecina de Los Corazones.
Desde Guacoche, Zuleta fue a la población de La Jagua del Pilar, en La Guajira, donde empezó a cantar versos sobre lo acontecido con "Moralito", dando origen a parte de lo que se convertiría en la canción La gota fría. "Moralito" y Zuleta formaron así una rivalidad musical en medio de la fiesta, volviéndose buenos amigos, pero al mismo tiempo compitiendo en medio del pique.
Por este primer encuentro entre Zuleta y Morales la canción comienza:

Moralito Moralito me decía que él a mí, que él a mí me iba a ganar y cuando me oyó tocar le cayó la Gota Fría y al cabo e la compartía el tiro le salió mal.

Se acordó un duelo musical durante una parranda (festejo) en la población de Urumita, en el que empezó tocando Zuleta, quien terminó aclamado por el público; ante este hecho, Morales se retiró sigilosamente del evento, aduciendo un repentino malestar. Como represalia por no cumplir con el reto, Zuleta le compuso La Gota Fría, haciéndolo quedar en ridículo en toda la región. Pocos años después terminó la rivalidad, y Morales y Zuleta se convirtieron en grandes amigos hasta la muerte de este último en 2005.
Según el folclorista Ricardo Gutiérrez, el nombre de La gota fría fue puesto por Zuleta tras un dicho de su madre Sara Baquero, "La vieja Sara", quien decía que en la población de Tunja había una cárcel, con una celda en la que había una gotera y al preso de la celda le caía la gota fría.
Otra versión sostiene que el título del tema alude de manera metafórica al fenómeno meteorológico del mismo nombre, en el que un frente de aire frío choca con aire cálido, produciendo fuertes tormentas y lluvias torrenciales; la gota fría es de ocurrencia periódica en las cercanías de la Sierra Nevada de Santa Marta.

## Popularidad
Convertida en una de las canciones más populares del Caribe colombiano, La Gota Fría fue interpretada y grabada a mediados de los años 1940 por Guillermo Buitrago con el título de Qué criterio y se ha convertido desde entonces en uno de los temas más populares del folclor colombiano. También saltó a la escena nacional cuando en 1969 el ministro de Relaciones Exteriores, Alfonso López Michelsen (cuya abuela, Rosario Pumarejo de López era valduparense), y quien en 1967, fue el primer gobernador del recién creado departamento del Cesar, en un debate en el Senado utilizó los versos de la canción para retar a un senador de la oposición. Desde entonces su popularidad se volvió nacional y fue interpretada por varios cantantes vallenatos.
En 1976, la agrupación El Doble Poder, conformada por Daniel Celedón, voz líder, e Ismael Rudas, acordeonero, grabaron la que fue por años la versión más famosa y fiel al folclor vallenato de La gota fría, solo superada en popularidad por el fenómeno comercial de Carlos Vives en 1993. También la grabó El Binomio de Oro de América. Otra de las versiones más relevantes es la versión salsa del Grupo Niche. Esta versión tuvo una notable proyección al aparecer en la película La virgen de los sicarios (2000). En 1998, el español Julio Iglesias grabó una versión de la canción, lo cual la popularizó en algunos países fuera del mundo de habla hispana, sobre todo en Europa.

## Versión de Carlos Vives
En 1994, el intérprete colombiano de vallenato Carlos Vives hizo una versión de la canción en su álbum "Clásicos de la Provincia". La canción se posicionó entre los diez primeros puestos de la lista Billboard Hot Latin Tracks y alcanzó el sexto puesto. Recibió el premio Lo Nuestro a la "Canción Tropical del Año". Es reconocida como una de las canciones emblemáticas de Carlos Vives.

### Antecedentes y composición
Antes de Clásicos de la Provincia, Vives no era considerado un cantante colombiano famoso a nivel internacional. Comenzó su carrera como estrella de telenovelas. Luego probó suerte en una doble carrera como estrella de televisión y baladista romántico. Si bien ganó reconocimiento nacional con sus primeros álbumes a finales de los 80, su estilo de synthpop no lo distinguió de otros artistas musicales de la época. A Vives le tomó varios años encontrar inspiración fuera del foco de atención de Bogotá y regresar a sus raíces en Santa Marta.
En 1991, cuando Carlos fue propuesto para interpretar a Rafael Escalona en la película biográfica Escalona (1991), no solo sería un papel que lo catapultaría a la fama, sino también el inicio de su gran éxito musical. Interpretando al famoso músico, Carlos usó su propio talento musical para reinterpretar la música de Escalona, inspirándose en el vallenato, el estilo musical tradicional colombiano. Siendo el vallenato el estilo musical de la costa norte de Colombia, Santa Marta, la ciudad natal de Carlos, Vives alcanzó el éxito abrazando sus raíces. Si bien el vallenato era un estilo musical que poco a poco había perdido popularidad entre la generación más joven de Colombia, "Escalona" inspiraría a Carlos a fusionarlo con el rock moderno, un sonido que lo haría triunfar no solo en su tierra natal, Colombia, sino en todo el mercado musical latinoamericano.
Con La Provincia, la banda que lo acompañaba, Carlos se inspiró en sus exitosas interpretaciones de Rafael Escalona y decidió adentrarse en los artistas famosos del vallenato colombiano. El resultado sería el primer gran éxito de Carlos, "Clásicos de la Provincia", en 1993 (1994 a nivel internacional). Como lo indica el título, el álbum consiste en clásicos del vallenato de Colombia, no solo populares en su época, sino en un nuevo estilo de rock, casi convirtiendo las canciones en nuevas composiciones. Por ejemplo, el tema que abre el álbum "La gota fria", en comparación con el original de Emiliano Zuleta, suena como dos canciones distintas, si se ignoraran las letras de las canciones.

### Recepción
Tras su lanzamiento, "La gota fría" recibió críticas generalmente favorables de la crítica musical, que la reconoció como uno de los mejores temas de Clásicos de la Provincia. Carlos Quintana de About.com escribió sobre la canción: "Esta canción conquistó a Colombia, y luego al mundo. El sentimiento que transmite representa a la perfección el espíritu festivo del pueblo colombiano", y la nombró un tema ideal para cualquier fiesta latina. Además lo colocó entre su lista personal de los Mejores Vallenatos de la Historia, ocupando el primer lugar en un top ten. Janet Rosen de Allmusic elogió la canción porque es diferente a las demás del álbum y expresó "una melodía ingeniosa que fue un gran éxito para Vives", seleccionando la canción como uno de los mejores temas del álbum.
"La gota fría" se convirtió en el primer disco de Vives en alcanzar el éxito comercial. La canción alcanzó los puestos 6 y 14 en las listas de éxitos de Billboard Hot Latin Songs y Latin Pop Songs. La canción ganó el Premio Lo Nuestro a Canción Tropical del Año en los Premio Lo Nuestro 1995. En Chile la canción fue certificada Platino por vender más de 25.000 copias.

### Videoclip
El videoclip de "La gota fría" se grabó en el Estadio Romelio Martínez de Barranquilla y en Pescaíto (un barrio popular de su natal Santa Marta), ambos en Colombia. El 7 de diciembre de 1993, Vives ofreció un concierto en Barranquilla. El evento fue muy especial porque se iba a grabar el videoclip de "La gota fría". Contaban con numerosas cámaras de cine, dollys y claquetas (con la participación de un grupo de video de RCN TV). A las 4:00 a. m. del día siguiente, La Provincia y Carlos Vives salieron de Barranquilla porque necesitaban grabar algunas escenas del videoclip en Santa Marta. El video comienza con Carlos cantando en vivo con La Provincia, y durante la grabación se ven escenas de los miembros de la banda tocando sus instrumentos. Hay otras escenas que muestran al público y otra que muestra a Carlos Vives jugando al fútbol playa en la playa, una gota cayendo al agua, un cactus y otras imágenes.

### Lista de canciones
12" maxi-single
1. "La gota fría"

CD Maxi Single
1. "La gota fría"
2. "Alicia adorada"
3. "Matilde Lina"
4. "Honda herida"

### Charts

#### Weekly charts
| Chart (1994)                       | Peak position |
| ---------------------------------- | ------------- |
| Estados Unidos (Hot Latin Songs)   | 6             |
| Estados Unidos (Latin Pop Airplay) | 14            |

#### Year-end charts
| Chart (1994)                              | Peak position |
| ----------------------------------------- | ------------- |
| Estados Unidos US Latin Songs (Billboard) | 36            |